# Sacramentaire de Petershausen
Le sacramentaire de Petershausen est un manuscrit enluminé ottonien exécuté vers 960-980 au scriptorium de l'abbaye de Reichenau. Il est actuellement conservé à la bibliothèque de l'université de Heidelberg.
Il s'agit d'un Sacramentarium Gregorianum Hadrianum mentionnant le nom de saint Grégoire le Grand dans le titre [manuscrit en ligne].